# Robert Markiewicz
Robert Markiewicz (ur. 24 czerwca 1976 w Lublinie) – polski muzyk instrumentalista, perkusista, skrzypek, kompozytor, producent muzyczny.
Współpracował z wieloma artystami polskiej sceny muzyki rozrywkowej między innymi z Nocną Zmiana Bluesa, MGM, Tomem Hornem, Tomkiem Kamińskim, Teatrem Małgorzaty Potockiej, Anią Dąbrowską, Ewą Bem, Urszulą, Mietkiem Szcześniakiem, Gregiem Waltonem, zespołem Bracia, Sistars, O.S.T.R, Sidneyem Polakiem, Chórem Sound’n’Grace, Haliną Młynkową, z zespołem Harlem, z Orkiestrą Adama Sztaby, a wraz z nią z Kasią Klich, Kasią Wilk, Łukaszem Zagrobelnym, z Patrycją Markowską, z zespołem Hormons, Nataszą Urbańską, Mariuszem Lubomskim, Edytą Górniak, z Natalią Kukulską, Kayah. Brał udział w nagraniach programów telewizyjnych takich jak „Kocham Cię Polsko”, „Voice of Poland”
Od 2005 roku członek zespołu SOFA. Napisał również część muzyki na płytę zespołu zatytułowaną Many Stylez oraz DoReMiFaSoFa, Na drugiej płycie Sofy skomponował piosenkę o tytule „Don’t Run” do której zaśpiewał wokalista i pianista jazzowy Frank McComb. Swoją muzyczną edukację rozpoczął mając 7 lat. Wówczas uczęszczał do szkoły muzycznej, do klasy skrzypiec. Mając 15 lat skrzypce zamienił na perkusję i właśnie na tym instrumencie ukończył średnią szkołę muzyczną, uzyskując dyplom muzyka instrumentalisty. Naukę kontynuował w szkole na Bednarskiej oraz na Akademii Muzycznej w Katowicach.
Od 2013 roku członek formacji Ørganek.
Jako perkusista jest endorserem instrumentów firm Meinl i Risen Drums.

## Dyskografia
Single
| Tytuł | Rok  | Pozycja na liście | Pozycja na liście |
| Tytuł | Rok  | LP3               | UWM               |
| --- | ---- | ----------------- | ----------------- |
| „Wataha” (Męskie Granie Orkiestra: O.S.T.R., Dawid Podsiadło, Tomasz Organek, Adam Staszewski, Robert Markiewicz, DJ Haem) | 2016 | 1                 | 2                 |